# فورست هيل
فورست هيل (بالإنجليزية: Forest Hill, Texas)‏ هي مدينة تقع في مقاطعة تارانت، تكساس بولاية تكساس في شمال شرق الولايات المتحدة. تبلغ مساحة هذه المدينة 11 (كم²)، وترتفع عن سطح البحر 208 م، بلغ عدد سكانها 12355 نسمة في عام 2010 حسب إحصاء مكتب تعداد الولايات المتحدة .

## وصلات خارجية
- The US50 - Cities and Towns in Texas State